# 오니키 도루
오니키 도루(일본어: 鬼木 達 1974년 4월 20일 ~ )는 일본의 전 축구 선수이다.

## 구단 경력
1993년 J1리그의 가시마 앤틀러스에 입단하였다. 1996년에 J1리그 우승을 차지하였다. 2000년 J1리그의 가와사키 프론탈레로 이적했다. 2006년까지 133경기에 나서 1득점을 넣었다. 2006년후 현역 은퇴.

## 지도자 경력
은퇴 후에는 가와사키 프론탈레의 코치를 거쳐, 2017년 가와사키 프론탈레의 감독으로 취임하였다. 4번의 J1리그 우승을 차지하였다. 2025년 가시마 앤틀러스의 감독으로 취임하였다.